# Antwan Tolhoek
Antwan Tolhoek (* 29. April 1994 in Yerseke) ist ein niederländischer Radrennfahrer.

## Sportliche Laufbahn
Obwohl sein Vater Patrick Tolhoek, ein ehemaliger Radrennfahrer, junge Radsporttalente aus der Nachbarschaft trainierte, interessierte sich Antwan Tolhoek zunächst nicht für Sport, er habe nur ab und an Tennis und Fußball gespielt. Neben der Schule arbeitete er als Gärtner und im Hafen seiner Heimatstadt Yerseke. Im Alter von 15 Jahren begann er mit Eisschnelllauf unter dem Trainer Henk Angenent, der 1997 die Elfstedentocht gewonnen hatte. Zu Trainingszwecken fuhr er Fahrrad, fand mit der Zeit Gefallen am Radsport und beschloss mit 18 Jahren, Radrennen zu fahren. Seine Betreuer versicherten ihm, er sei ein guter Kletterer. 2014 startete er mit den De Jonge Renners bei der Tour des Pays de Savoie, fuhr zum ersten Mal in seinem Leben im Hochgebirge und musste das Rennen aufgeben. Anschließend zweifelte er zunächst, ob er mit dem Radsport weitermachen sollte.
2015 erhielt Tolhoek einen Vertrag als Stagiaire beim UCI WorldTeam Saxo-Tinkoff: „Ich fühlte mich wie im Süßwarenladen.“ Er startete bei der Arctic Race of Norway, belegte Platz zwölf in deren Gesamtwertung und gewann die Bergwertung der Tour de Bretagne Cycliste. Er wurde von Saxo-Tinkoff nicht übernommen, bekam aber einen Vertrag beim UCI Continental Team Team Roompot, wo er unter anderen von Reinier Honig und Erik Breukink betreut wurde. In dieser Saison entschied er die Bergwertung der Tour de Suisse für sich. Nach Ablauf des Jahres 2016 erhielt er, wie zuvor zugesagt, einen Vertrag bei Lotto NL-Jumbo.
2017 startete Tolhoek erstmals bei einer großen Landesrundfahrt, bei der Vuelta a España, und wurde 27. der Gesamtwertung. 2018 konnte er mehrfach bei Etappenrennen vordere Plätze in der Gesamtwertung belegen: Er wurde 13. der Kalifornien-Rundfahrt, Zehnter der Clásica San Sebastián und Elfter des Critérium du Dauphiné. Beim Eintagesrennen Japan Cup wurde er Zweiter. 2019 belegte er mit seiner Mannschaft beim Hammer Limburg Platz zwei.
Im Juni 2019 errang Antwan Tolhoek seinen ersten WorldTour-Sieg, als er die sechste Etappe der Tour de Suisse, eine Etappe mit Bergankunft, aus einer Ausreißergruppe heraus mit 17 Sekunden Vorsprung auf Egan Bernal gewann.
Nach fünf Jahren, die er für die Lotto NL-Jumbo bzw. Jumbo-Visma Mannschaft bestritt, erhielt er im Jahr 2022 einen Zweijahresvertrag beim Trek-Segafredo Team. Im August stürzte er auf der ersten Etappe der Polen-Rundfahrt und zog sich mehrere Brüche zu. Nach zwei Jahren ohne nennenswerte Ergebnisse wechselte er zum UCI Continental Team Sabgal/Anicolor. Am 7. Februar 2024 wurde Tolhoek von der UCI aufgrund eines positiven Dopingtests, der im November 2023 durchgeführt wurde, suspendiert. 2025 wurde er für vier Jahre gesperrt.

## Erfolge
2015
- Bergwertung Tour de Bretagne Cycliste

2016
- Bergwertung Tour de Suisse

2019
- eine Etappe Tour de Suisse

## Grand-Tour-Platzierungen
| Grand Tour            | 2017 | 2018 | 2019 | 2020 | 2021 | 2022 | 2023 |
| --------------------- | ---- | ---- | ---- | ---- | ---- | ---- | ---- |
| Giro d’ItaliaGiro     | –    | –    | 65   | DNF  | –    | –    | –    |
| Tour de FranceTour    | –    | 37   | –    | –    | –    | –    | –    |
| Vuelta a EspañaVuelta | 27   | –    | –    | –    | –    | –    | –    |